# Xã Nora, Quận LaMoure, Bắc Dakota
Xã Nora (tiếng Anh: Nora Township) là một xã thuộc quận LaMoure, tiểu bang Bắc Dakota, Hoa Kỳ. Năm 2010, dân số của xã này là 71 người.